# Cartografia de Rea

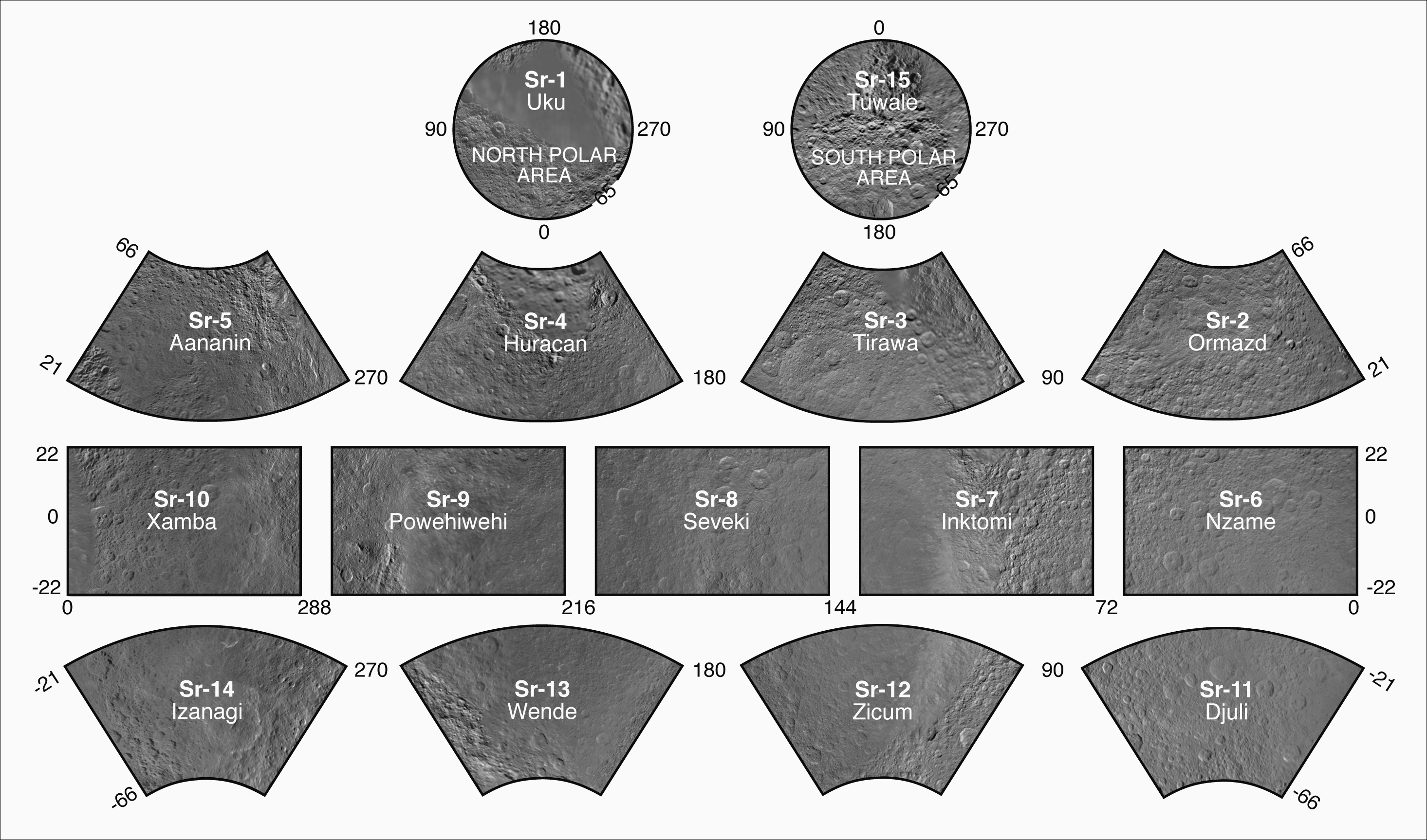
Els quadrangles de Rea

Per la cartografia de Rea, la Unió Astronòmica Internacional (UAI) ha dividit convencionalment la superfície de Rea d'acord amb un reticulat, adaptat a una representació a escala 1 : 1.500.000, que defineix 15 quadrangles, designats de Sr-01 a Sr-15 (Sr és l'acrònim de Saturn i Rea).
La cartografia és el resultat del processament de les imatges detallades de Rea obtingudes durant els sobrevols propers fets per la sonda Cassini, junt amb imatges anteriors de menor definició obtingudes amb telescopis espacials i durant les missions del Voyager.
Als quadrangles s'han assignat un codi de tipus Sr-n, on Sr significa Saturn i Rea i n s'assigna seqüencialment al quadrangle dins del reticulat. La numeració dels quadrangles es porta a terme de nord a sud i d'est a oest. Els quadrangles circumpolars (Sr-01 i Sr-15) tenen de forma circular. A cada quadrangle se li ha assignat un nom pres d'un element topogràfic del relleu que es troba dins del quadrangle.
El radi mitjà utilitzat per a la projecció dels mapes de Rea és de 764,1 km. Les mides dels quadrangles difereixen en el nombre de graus de longitud i latitud coberts. També, al llarg dels límits latitudinals dels quadrangles se superposen en 1 grau.
S'ha definit un total de cinc bandes de quadrangles: 
- La primera, que es troba a l'equador, s'estén entre els 22° S i 22° N, i es divideix en cinc quadrangles de 72° de longitud cadascun.
- La segona i la tercera part s'estenen entre els 21° N/S i 66° N/S, i es divideixen en quatre quadrangles de 90° de longitud cadascun. Per totes aquestes bandes s'adopta com un meridià convencional per a l'inici de la subdivisió del quadrangle en quin lloc de 0° E.
- Cadascuna de les altres bandes, que s'estenen a més de 65° N/S, consisteixen en un únic quadrangle circumpolar

## Esquema del conjunt
Relació entre tots els quadrangles amb la superfície de Rea:
| Uku Ormazd Tirawa Huracan Aananin Nzame Inktomi Seveki Powehiwehi Xamba Djuli Zicum Wende Izanagi Tuwale |

## Detall dels quadrangles
| Nom        | Codi  | Latitud       | Longitud      | Epònim            | Mapa actual |
| ---------- | ----- | ------------- | ------------- | ----------------- | ----------- |
| Uku        | Sr-01 | 65º - 90° N   | 0° - 360° W   | Cràter Uku        | Sr-01 PDF   |
| Ormazd     | Sr-02 | 21º - 66° N   | 0° - 90° W    | Cràter Ormazd     | Sr-02 PDF   |
| Tirawa     | Sr-03 | 21º - 66° N   | 90° - 180° W  | Cràter Tirawa     | Sr-03 PDF   |
| Huracan    | Sr-04 | 21 - 66° N    | 180 - 270° W  | Cràter Huracan    | Sr-04 PDF   |
| Aananin    | Sr-05 | 21º - 66° N   | 270° - 360° W | Cràter Aananin    | Sr-05 PDF   |
| Nzame      | Sr-06 | 22° N - 22° S | 0° - 72° W    | Cràter Nzame      | Sr-06 PDF   |
| Inktomi    | Sr-07 | 22° N - 22° S | 72 - 144° W   | Cràter Inktomi    | Sr-07 PDF   |
| Seveki     | Sr-08 | 22° N - 22° S | 144º - 216° W | Cràter Seveki     | Sr-08 PDF   |
| Powehiwehi | Sr-09 | 22° N - 22° S | 216º - 288° W | Cràter Powehiwehi | Sr-09 PDF   |
| Xamba      | Sr-10 | 22° N - 22° S | 288º - 360° W | Cràter Xamba      | Sr-10 PDF   |
| Djuli      | Sr-11 | 21º - 66° S   | 0° - 90° W    | Cràter Djuli      | Sr-11 PDF   |
| Zicum      | Sr-12 | 21º - 66° S   | 90° - 180° W  | Cràter Zicum      | Sr-12 PDF   |
| Wende      | Sr-13 | 21º - 66° S   | 180° - 270° W | Cràter Wende      | Sr-13 PDF   |
| Izanagi    | Sr-14 | 21º - 66° S   | 270° - 360° W | Cràter Izanagi    | Sr-14 PDF   |
| Tuwale     | Sr-15 | 65º - 90° S   | 0° - 360° W   | Cràter Tuwale     | Sr-15 PDF   |